# Szent Mihály és Gábriel arkangyalok fatemplom (Nagydoba)
A nagydobai Szent Mihály és Gábriel arkangyalok fatemplom műemlékké nyilvánított épület Romániában, Szilágy megyében. A romániai műemlékek jegyzékében az  SJ-II-m-A-05048 sorszámon szerepel.